# Pterygophorinae
Pterygophorinae – podrodzina błonkówek z rodziny Pergidae.

## Zasięg występowania
Przedstawiciele tej podrodziny występują w krainie australijskiej.

## Systematyka
Do Pterygophorinae zalicza się 23 gatunki zgrupowane w 2 rodzajach:
- Lophyrotoma
- Pterygophorus